# Muralla de Jerez de la Frontera
La muralla de Jerez de la Frontera es una construcción de origen andalusí que protegía antiguamente la ciudad de Jerez de la Frontera, comunidad autónoma de Andalucía, España, y que actualmente define el perímetro del casco antiguo.
Está declarada Monumento Histórico Artístico y Bien de Interés Cultural con la categoría de Monumento.

## Historia
Sheresh, la Jerez; por su condición de plaza fuerte, padecía ya en el siglo XI los diferentes ataques y asedios que llegan desde el norte de África. Es por ello que, se señala históricamente 1133 la fecha en que la ciudad decide fortificarse, aún bajo el imperio almorávide.
Sin embargo, el reciente descubrimiento de enterramientos bajo los lienzos de dicha muralla es un indicio de la existencia de población en el siglo X e incluso antes
En el 1145, durante el periodo de los segundos reinos de taifas, Jerez se subleva contra la dominación almorávide, se independiza como reino Taifa de Jerez y sigue fortaleciendo su muralla.
Dos años después, en 1147, bajo el reinado jerezano de Abu al-Gamar, un ejército almohade desembarca en la península y conquista una gran parte del sur de España, siendo una de las primeras Jerez. Aunque era ciudad recién amurallada de clara vocación guerrera y suministradora de combatientes, se entrega por capitulación, evitando daños materiales en el recinto amurallado.
Años más tarde, gran parte del bajo al-Ándalus se rebela, pero Jerez se mantiene fiel al imperio almohade. Esta fidelidad se convierte en privilegios para la ciudad, tales como exención de impuestos y la posibilidad de construir un nuevo amurallamiento, convirtiéndose en una de las principales poblaciones del siglo XII. Este nuevo trazado define las murallas que nos han llegado hoy en día.

## Descripción

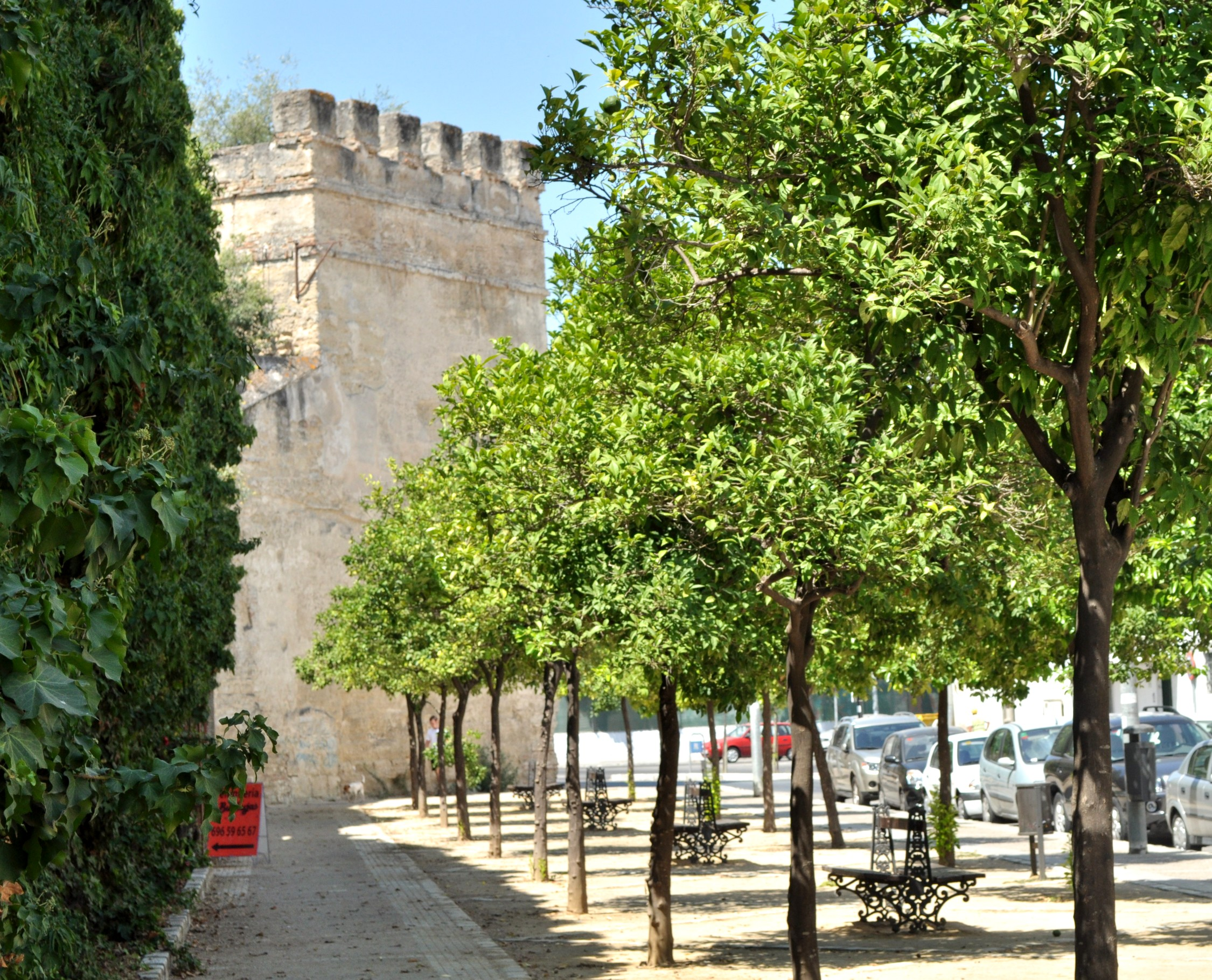
Torreón del muralla en la calle Muro.

La muralla se desarrolla a partir del Alcázar, en el extremo sur del recinto, siendo esta construcción su punto más elevado.
Los muros tienen 2,60 metros de grosor y 9 de altura. Están realizados en tapial, usando en algunos tramos el ladrillo y la cantería. La existencia de tierra apisonada deja entrever la situación de precariedad y urgencia con que tuvo que ser levantada la muralla, si bien, el refuerzo posterior delata el estado de alarma que siempre tuvo la ciudad debido a su situación fronteriza.
Actualmente su trazado comprendería las siguientes calles:
Alcázar– Calle Armas – Plaza del Arenal – Calle Lancería – Calle Larga – Alameda Cristina – Calle Porvera – Calle Ancha – Plaza de Santiago – Calle Muro - Calle Ronda del Caracol – Calle Puerta de Rota – Puerta del Arroyo - Alcázar

### Puertas
Durante el periodo almohade y la nueva fortificación, se realizaron cuatro puertas para facilitar las comunicaciones entre la ciudad intramuros y los arrabales que iban surgiendo.
Originalmente contaba con cuatro puertas:
- Puerta Real o del Marmolejo: en la actual Plaza del Arenal junto a calle Consistorio. Comunicaba con el arrabal de San Miguel y era también salida para la bahía. Tenía incrustado un pedestal de la antigua ciudad de Asta Regia.[6] Fue demolida en 1821[7] aunque en 2017 se descubrió parte de ella en unas obras[8]

- Puerta de Sevilla: en la actual Alameda Cristina, en dirección Sevilla. Esta puerta fue la que atravesó el rey Alfonso X El Sabio cuando reconquistó la ciudad. Contaba con una fuente.[9] Se derrumbó en 1864, la última de las cuatro en desaparecer.

- Puerta de Rota: la más estratégica de las puertas, camino de Sanlúcar de Barrameda en la actual calle Puerta de Rota.[10] No sólo era una puerta, sino un castillo con tres fuertes y altas torres de vigilancia. Debido a su mal estado de conservación, fue la primera puerta en ser derrumbada.

- Puerta de Santiago: también conocida como Puerta del Olivillo, en la actual plaza de Santiago. Poseía siete fuertes y cinco torres, además de verja y alcazarejo. Comunicaba la ciudad intramuros con el arrabal de Santiago y la campiña. Por esta puerta entraron los Reyes Católicos en su primera visita a la ciudad, recorriendo la trama urbana hasta llegar al Alcázar.

## Hornacinas

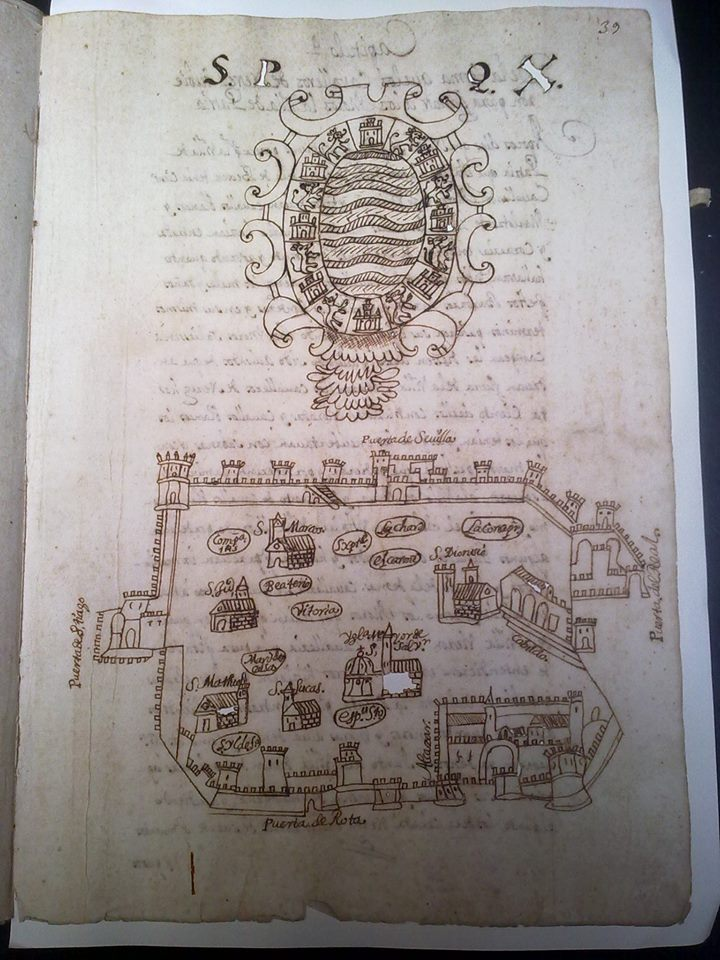
Jerez intramuros en 1768.

Durante la Edad Media se hizo muy popular la creación de hornacinas y asociación de imágenes religiosas, principalmente bajo diferentes advocaciones de Vírgenes María con las puertas y postigos, bajo la superstición de que así se evitaría una introducción pagana en la ciudad y para encomendarse a ellas al salir de la ciudad debido a los numerosos peligros que podían encontrarse en el camino. En Jerez la asociación fue la siguiente:
- Puerta de Rota: Las Mercedes
- Puerta de Santiago: La Oliva
- Puerta de Sevilla: La Estrella
- Puerta Real: Los Remedios
- Puerta del Arroyo: la Antigua
- Puerta de la Chancillería: Jesús Nazareno
- Arco del Algarve: Virgen de las Angustias
- Arco del Corregidor: La Salud

## En la actualidad

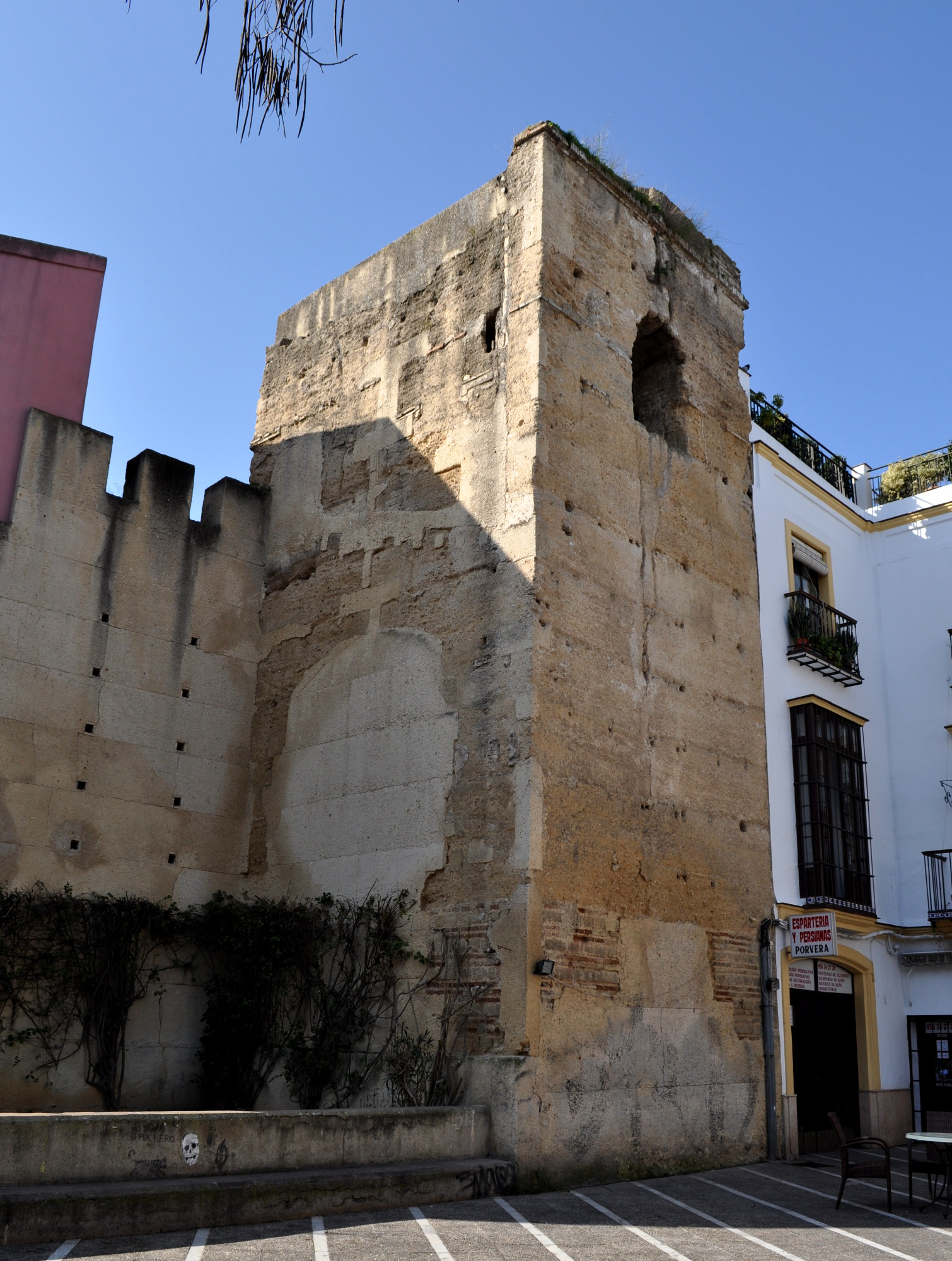
Torreón de la Puerta Nueva en la calle Porvera.

En el siglo XVIII, para mantener gran parte de la muralla, se permitió construir sobre la muralla de manera que sirviera para conservarla: el dueño del inmueble se encargaba de cuidar de ella y el Ayuntamiento cobraba un alquiler. Esto ha implicado que la muralla de Jerez se conserve pero no sea visible. Este hecho se manifiesta especialmente en la calle Larga y calle Porvera, en cuales muchos establecimientos comerciales y bajos de viviendas cuentan con restos de la muralla. También se observa en gran cantidad de bodegas de las calles Muro y Ronda del Caracol.
También cuenta con numerosas aperturas en la muralla, los denominados postigos, abiertos para facilitar el tránsito al extramuros, tales como el postigo de los Cuatro Juanes (calle Larga), el de la calle Algarve (que no se conserva) o postigo de Mirabal (calle Ancha).
Actualmente, además de las torres y muros del Alcázar, principalmente se pueden contemplar trozos visibles de la muralla en la calle Ancha, junto al monumento a descubridor jerezano Núñez Cabeza de Vaca y gran parte de la calle Muro.

## Conservación

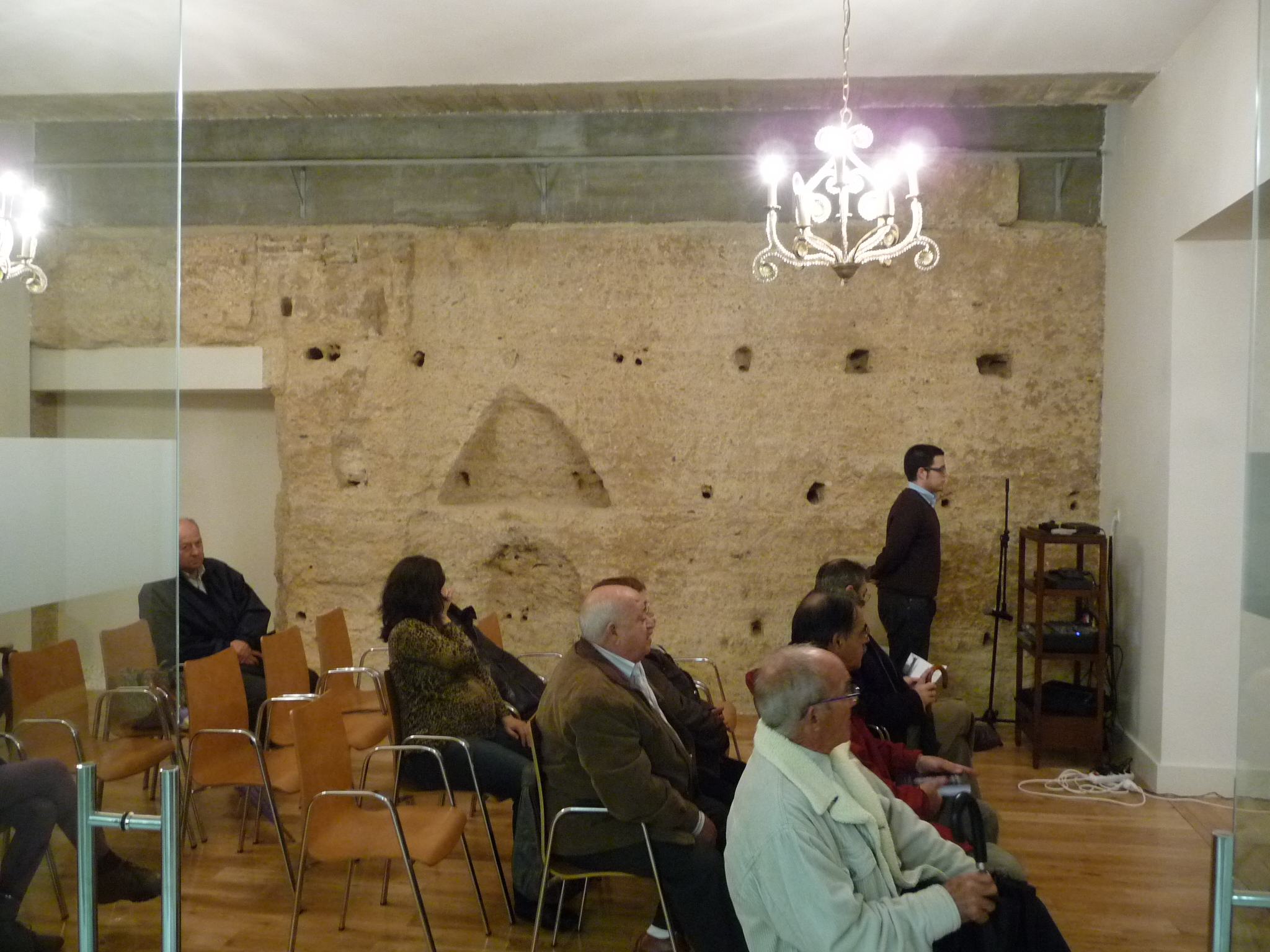
Interior del Palacio de Luna con un lienzo de muralla como pared interior.

En varias ocasiones ha saltado la polémica por el estado de conservación de partes de la muralla.
Es especial delicado el estado del Torreón de la calle Muro. A pesar de existir un Plan Director para la muralla, este no se ha llevado a cabo
En l aparte positiva, las Bodegas Fundador han acometido una importante restauración en la Torre Riquelme, permitiendo descubrir su origen.

## Galería de imágenes

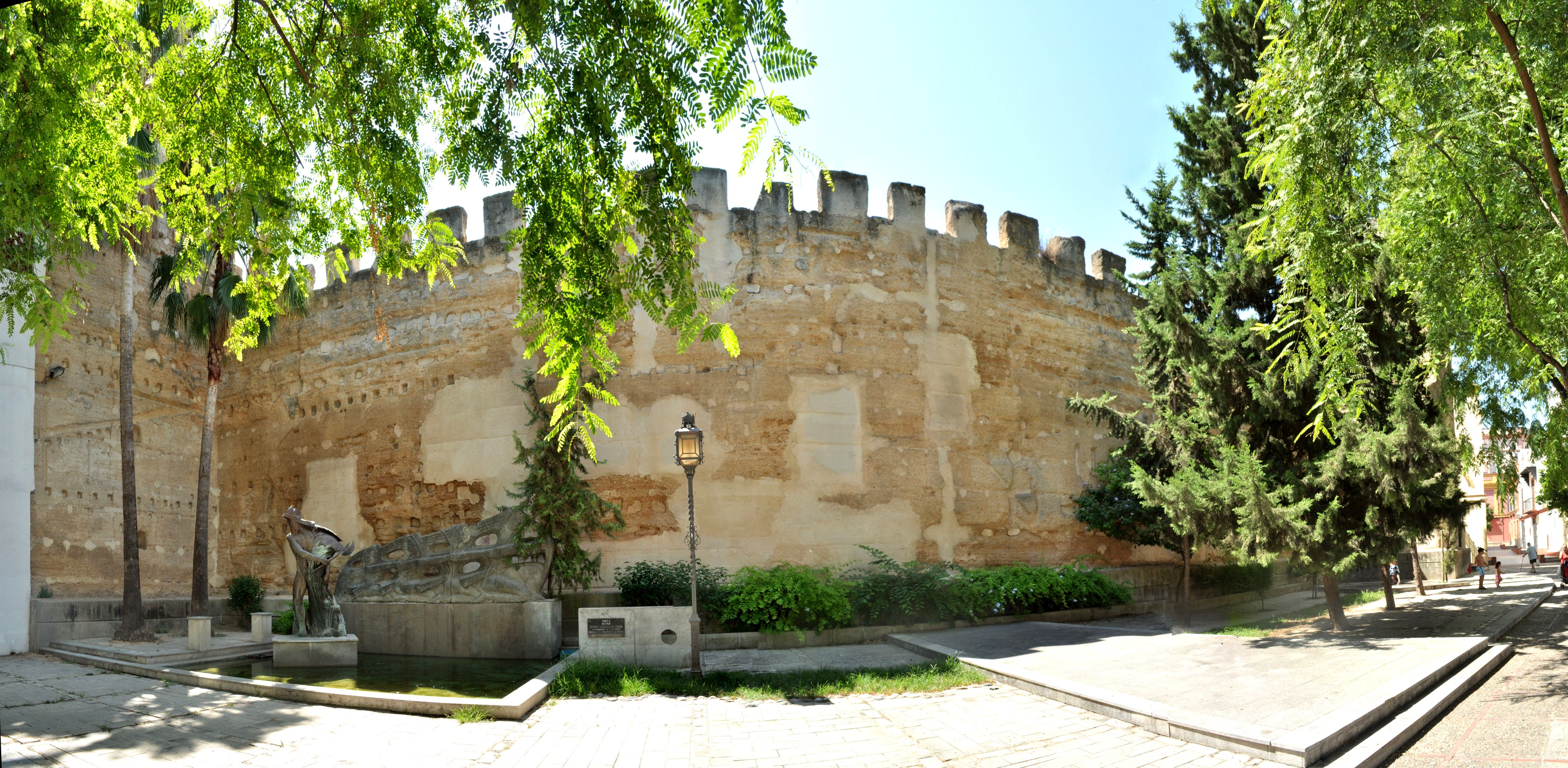
Monumento a Núñez Cabeza de Vaca en un lienzo de muralla.
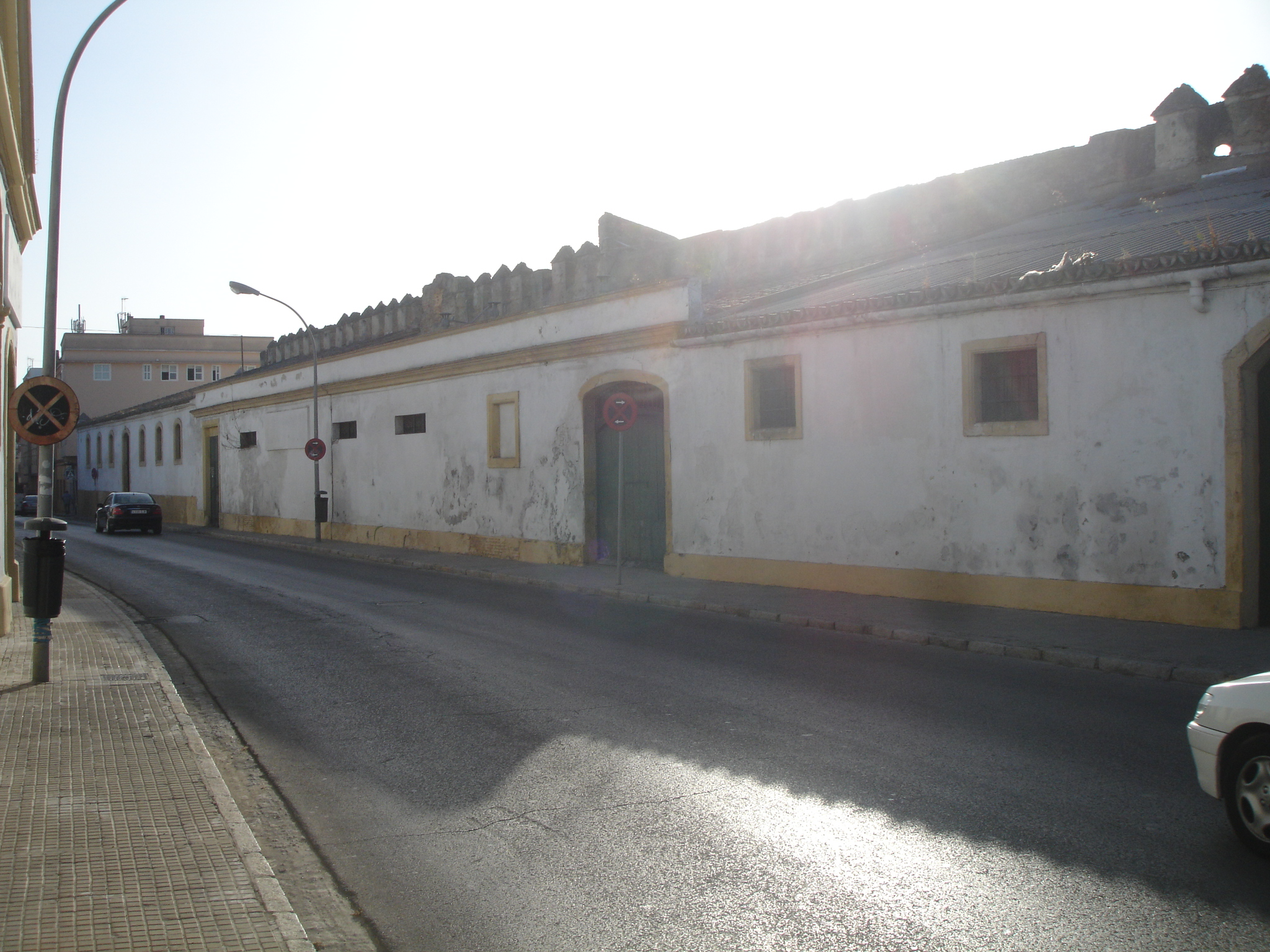
Lienzo de muralla utilizado para construir una bodega.
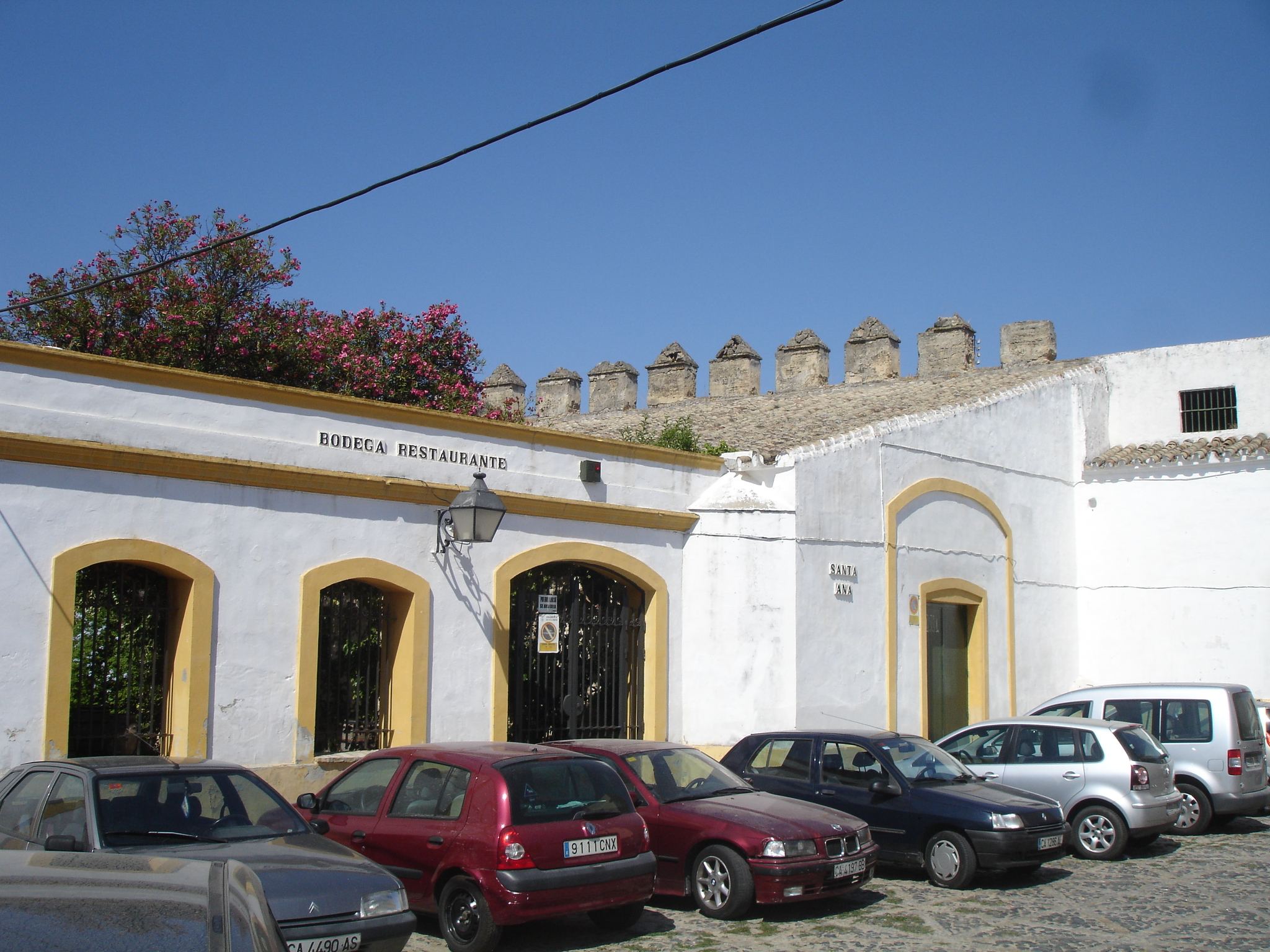
Trozo de muralla.
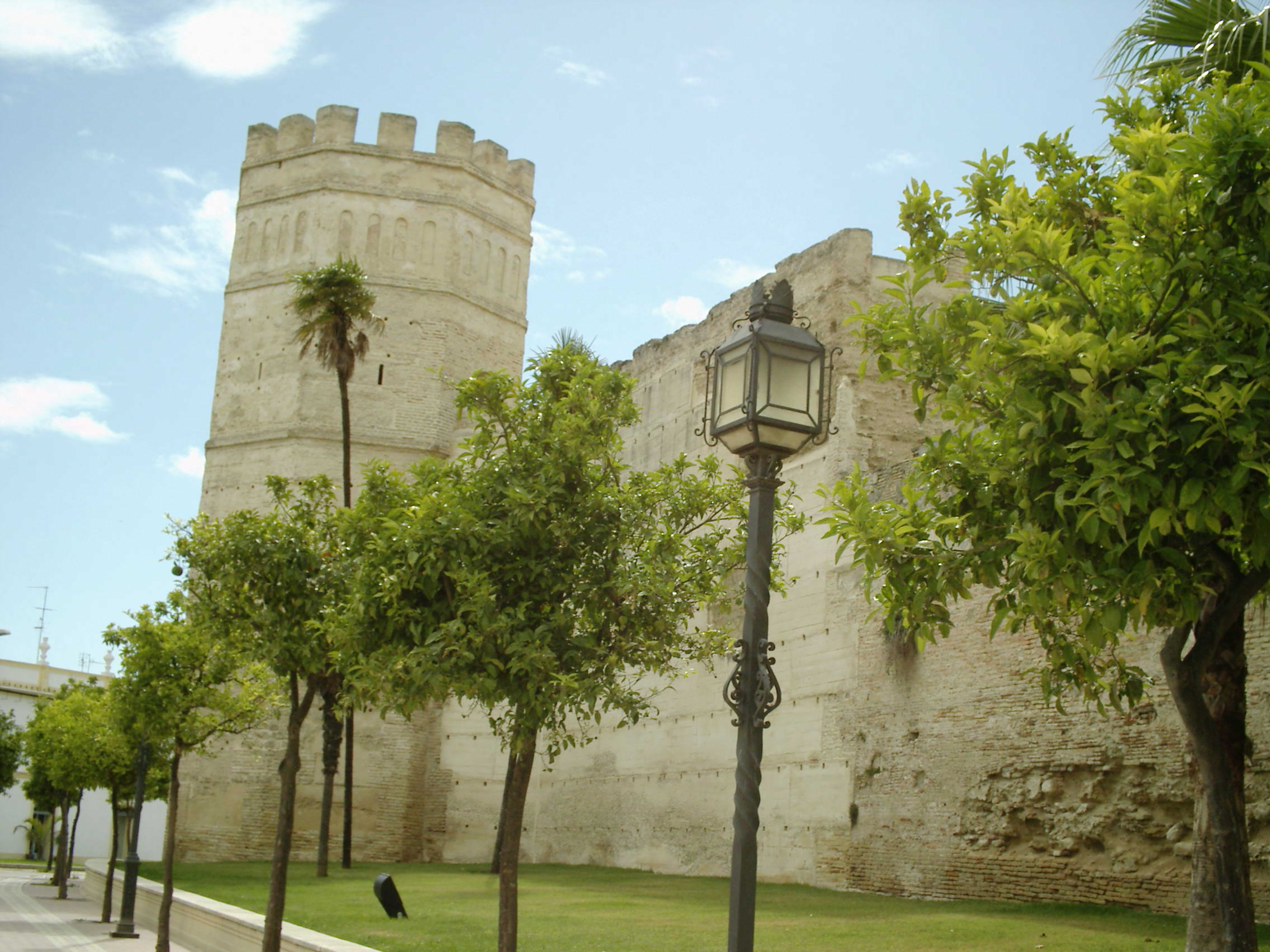
Alcázar de Jerez de la Frontera.
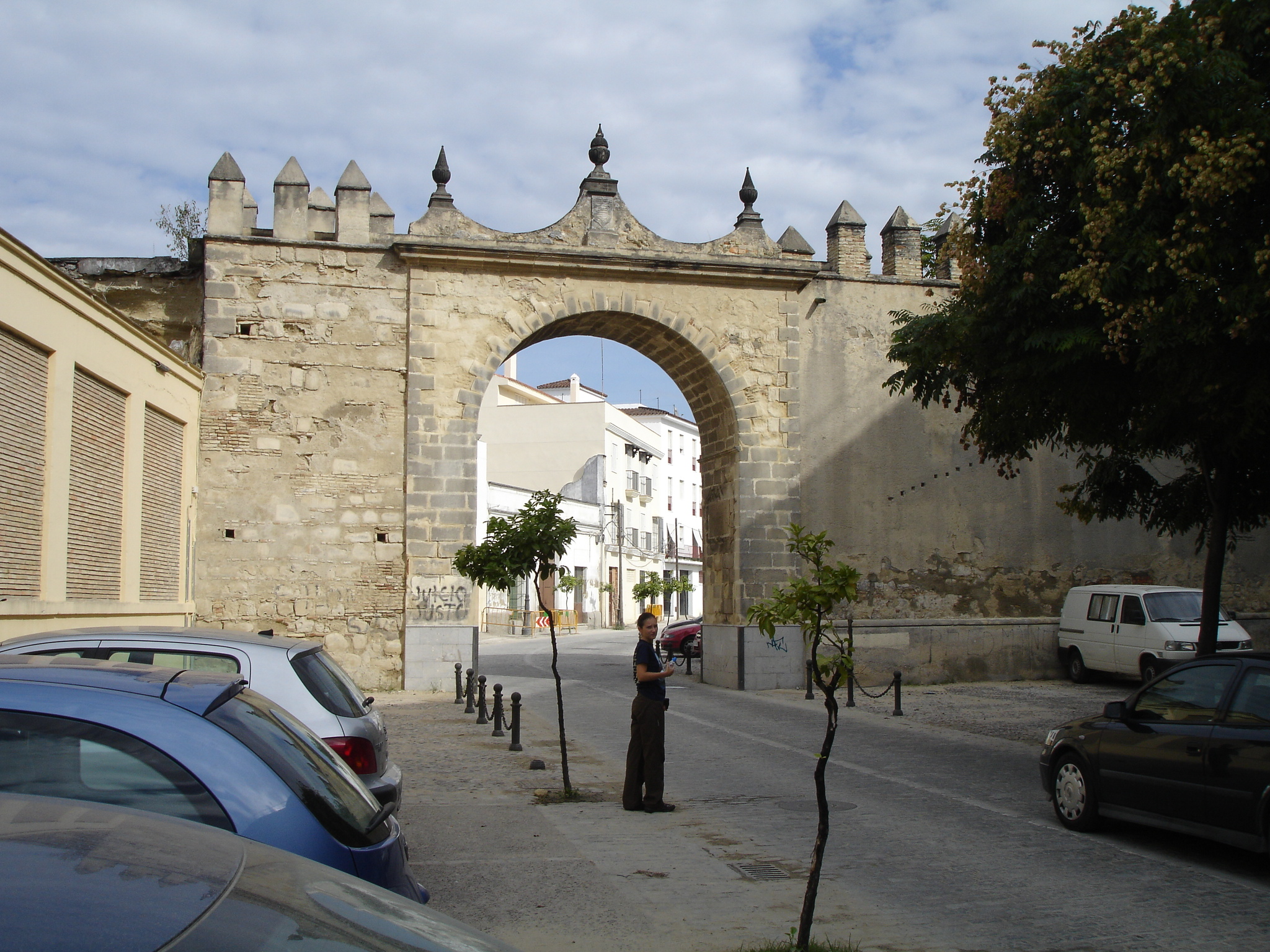
Puerta del Arroyo, apertura por donde salía el arroyo proveniente de la plaza del Arroyo.
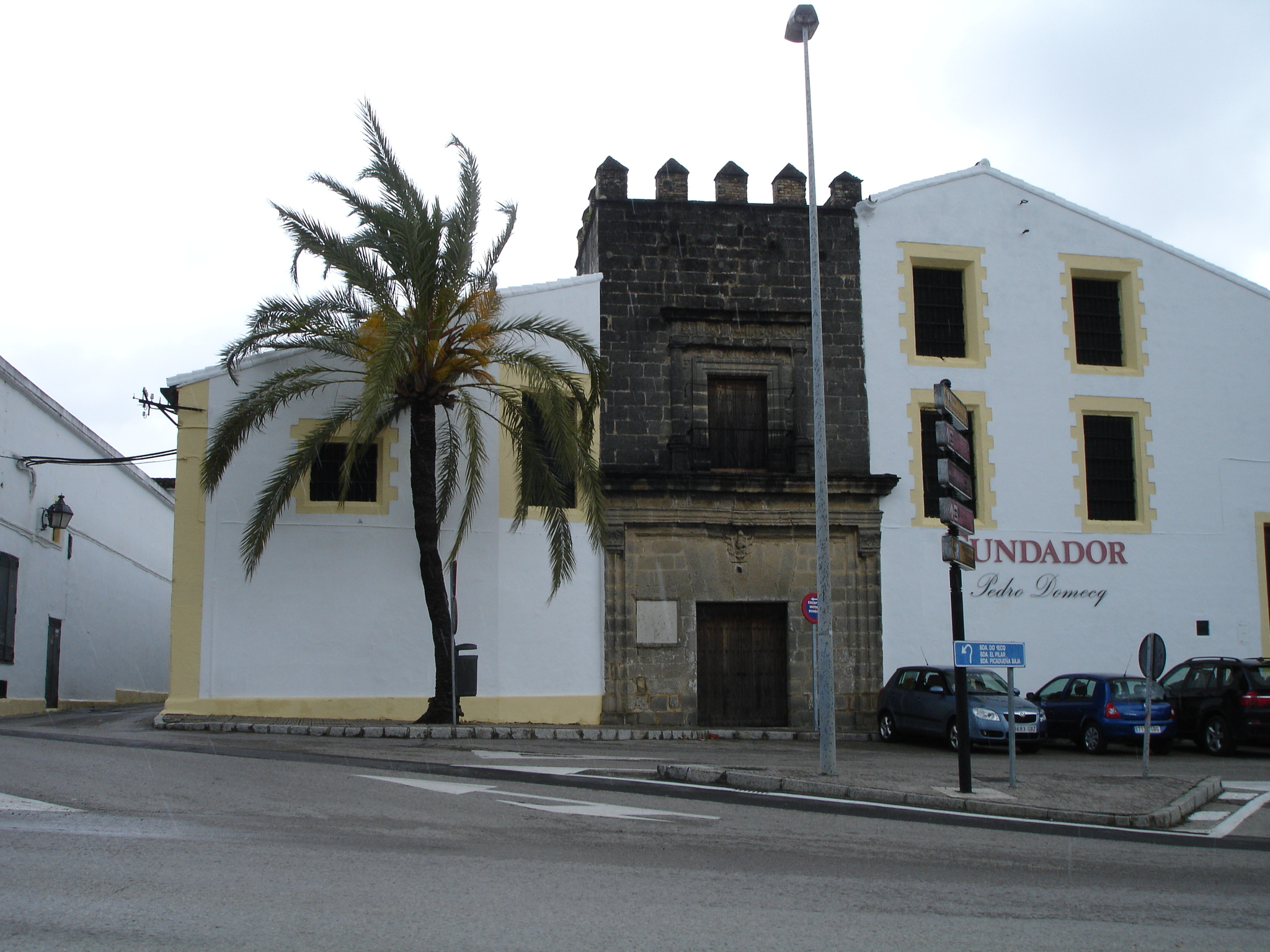
Bodega construida utilizando la Torre Riquelme junto a la Puerta de Rota.